# Afrijet Airlines
Ne doit pas être confondu avec Afrijet.
Afrijet Airlines est une compagnie aérienne dont le siège social se situe dans le bâtiment NAHCO, sur le terrain de l'aéroport international Murtala Muhammed à Ikeja, au Nigeria. Elle voit le jour et démarre ses opérations de fret régional en 1999. Sa base principale est l'aéroport international Murtala Mohammed. Elle ferme en 2009.

## Historique
En plus d'exploiter des services de fret depuis le Nigeria, la compagnie aérienne assure également des opérations aériennes de sécurité de haut niveau en République démocratique du Congo. La compagnie aérienne déménage de ses bureaux de l'aéroport international Murtala Mohammed vers son siège social à Opebi, Lagos. Elle possède toujours un atelier de maintenance aéronautique avec sa société sœur Elite Aviation.

## Cessation
Le gouvernement nigérian fixe au 30 avril 2007 la date limite pour que toutes les compagnies aériennes opérant dans le pays se recapitalisent ou soient clouées au sol, dans le but d'assurer de meilleurs services et une meilleure sécurité. La compagnie aérienne satisfait aux critères de l'Autorité nigériane de l'aviation civile en termes de recapitalisation et se voit réenregistrer pour fonctionner. Cependant, en 2009, Afrijet Airlines ferme.